# مات هوليوود
مات هوليوود (بالإنجليزية: Matt Hollywood)‏ هو عازف قيثارة ومغني أمريكي، ولد في 11 يونيو 1973 في سيراكيوز في الولايات المتحدة.

## وصلات خارجية
- مات هوليوود على موقع ميوزك برينز (الإنجليزية)
- مات هوليوود على موقع ديسكوغز (الإنجليزية)